# コミュニケーションネットワーク余呉
コミュニケーションネットワーク余呉（コミュニケーションネットワークよご、CNY）は、滋賀県伊香郡余呉町が運営していたケーブルテレビ局である。余呉町が長浜市に編入合併した現在の状況は公表されていない。

## サービスエリア
- 滋賀県伊香郡余呉町

## 沿革
- 1991年（平成3年）余呉町CATV整備工事着手
- 1993年（平成5年）開局
- 1994年（平成6年）CATV電話整備事業着手
- 1995年（平成7年）CATV電話サービス開始
- 2000年（平成12年）ケーブルインターネットサービス開始
- 2010年（平成22年1月1日）余呉町が長浜市に編入合併。
- 2010年2月時点で、余呉町およびコミュニケーションネットワーク余呉の公式サイトが閉鎖されており、長浜市公式サイトでも、この施設について情報は掲載されていない。

## 主な放送チャンネル

### 地上波系列別再送信局
| NHK-G   | NHK-E   | NTV        | ANN      | JNN      | TXN | FNS        | UHF                |
| ------- | ------- | ---------- | -------- | -------- | --- | ---------- | ------------------ |
| NHK大津 | NHK大阪 | 読売テレビ | 朝日放送 | 毎日放送 |     | 関西テレビ | KBS京都 びわ湖放送 |

### テレビ局
| アナログ | デジタル | 放送局             |
| -------- | -------- | ------------------ |
| 2        |          | NHK大津総合        |
| 3        |          | びわ湖放送         |
| 4        |          | 毎日放送           |
| 5        |          | 自主放送           |
| 6        |          | 朝日放送           |
| 8        |          | 関西テレビ         |
| 9        |          | 文字放送           |
| 10       |          | 読売テレビ         |
| 11       |          | KBS京都            |
| 12       |          | NHK大阪教育        |
| 13       |          | 放送大学テレビ     |
| 14       |          | NHKBS1             |
| 16       |          | NHKBS2             |
| 17       |          | 番組ガイド         |
| 23       |          | ウェザーニューズ   |
| 29       |          | CNNj               |
| 30       |          | スペースシャワーTV |
| 31       |          | J sports ESPN      |
| 32       |          | 朝日ニュースター   |
| 33       |          | 日経CNBC           |
| 34       |          | スカイ・A sports+  |
| 35       |          | ムービープラス     |
| 36       |          | スーパー!ドラマTV  |
| 37       |          | チャンネルNECO     |
| 38       |          | 衛星劇場           |
| 39       |          | スター・チャンネル |
| 40       |          | WOWOW              |

## 余談
- 隣接する、旧・木之本町にも、木之本町ケーブルテレビがあった。かつて存在した木之本町公式サイト（ケーブルテレビの公式サイトはない）の、広報誌「広報「きのもと」12月号[リンク切れ]の情報によれば、自主放送は長浜市と同じものだったという。内容は、アナログ9とデジタル112で「ながはまテレビ」デジタル111で「ZTVコミュニティチャンネル」であった。
- 一方、「ZTV」公式サイトでは、2009年より旧・余呉町での配信を開始しており（同社の沿革参照）サービスエリア掲載ページでは、旧・余呉町をサービスエリアとしている。